# Newcastles tunnelbana
Tyne and Wear Metro är tunnelbanesystemet i Newcastle upon Tyne, Gateshead, South Tyneside, North Tyneside och Sunderland. Tunnelbanan öppnades 1980. 2010 gjordes ungefär 40 miljoner resor med tunnelbanan. Det är den näst största av tunnelbanesystemen i Storbritannien efter tunnelbanan i London, och biljettintäkterna uppgick 2009/2010 till 40 miljoner pund. Systemet är egentligen ett mellanting mellan ett pendeltågsnät (eftersom det på en sträcka även går fjärrtåg och godståg och det finns vägkorsningar), ett tunnelbanenät (separerad bana med tunnel i centrum) och snabbspårväg (med lätta korta fordon). Vid ett flertal stationer och längs spåren har det uppförts konstinstallationer. Bland annat har det uppförts skyltar på engelska och latin för att påminna om det romerska arvet och ljusslingor uppsatta över en bro, vilket ger skiftande "ljusshower".

## Bildgalleri

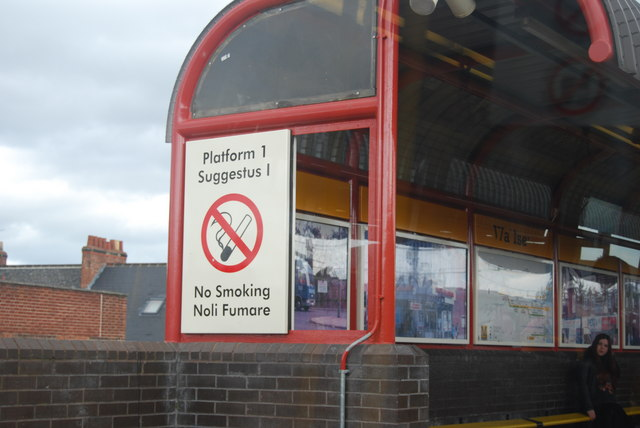
Skylt på engelska och latin vid Wallsend stationen.
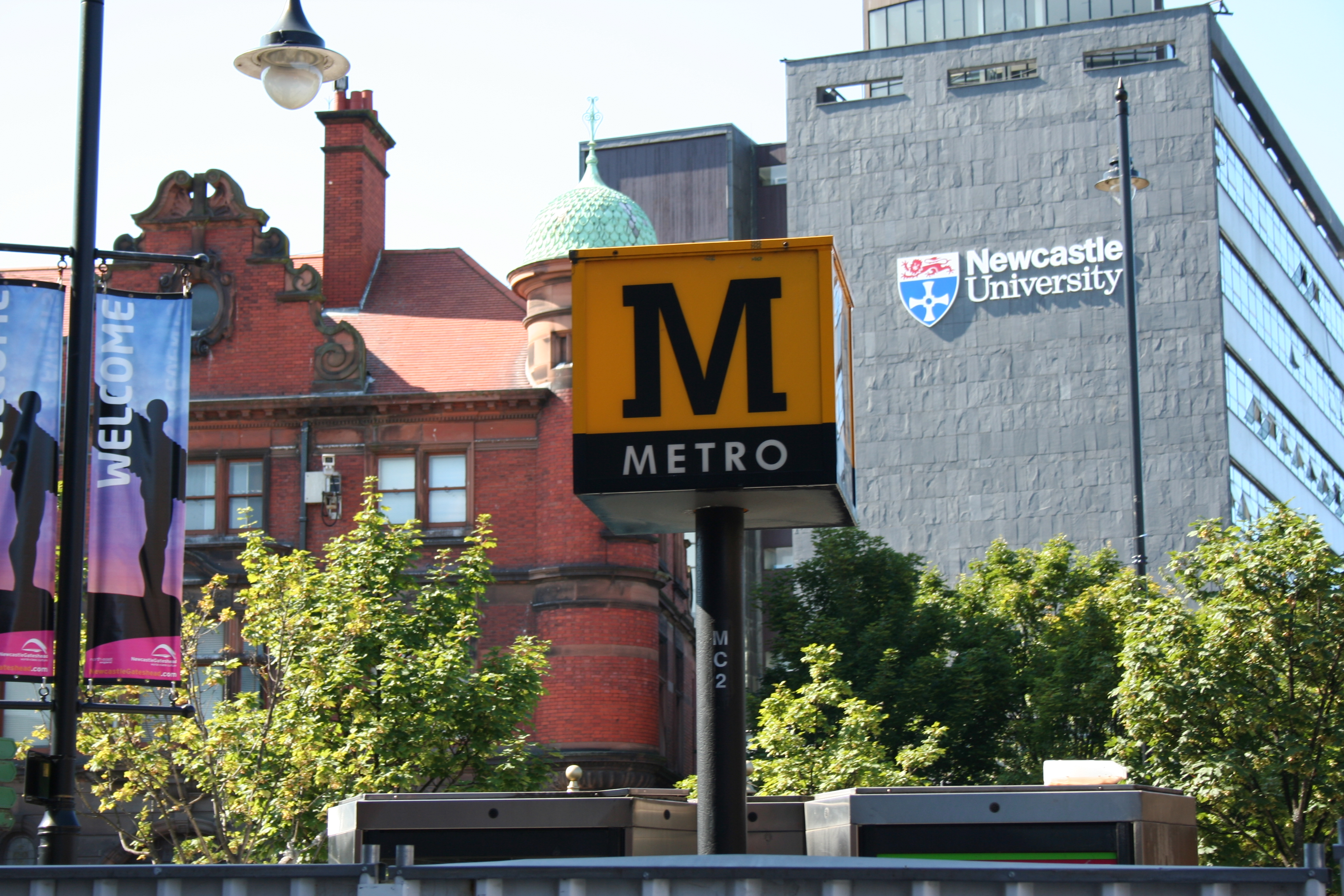
Skylt för Newcastle Metro.
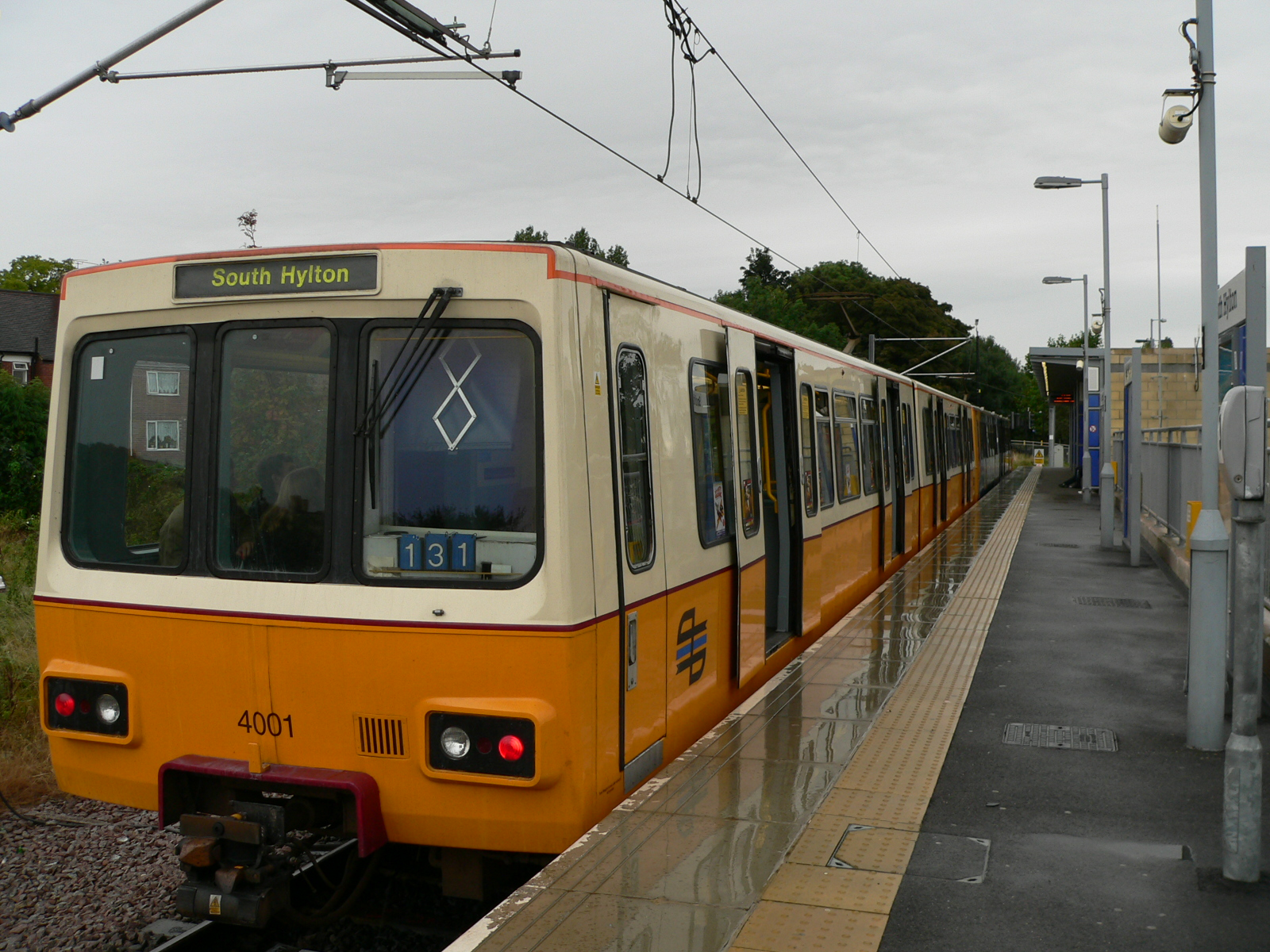
Vagnprototyp.